# Yuuya Kibi
 Yuuya Kibi  (nacido el 23 de julio de 1986) es un tenista profesional japonés.

## Carrera
Su mejor ranking individual es el Nº 728 alcanzado el 29 de julio de 2013, mientras que en dobles logró la posición 995 el 1 de abril de 2013.
No ha logrado hasta el momento títulos de la categoría ATP ni de la ATP Challenger Tour, ni Futures.